# Inga lentiscifolia
Inga lentiscifolia é uma espécie vegetal da família Fabaceae.
Apenas pode ser encontrada no Brasil.